# Derivació simbòlica
La derivació simbòlica és el procés pel qual un algorisme programat en un ordinador resol el problema de trobar la fórmula de la funció derivada d'una funció donada.
És l'equivalen al càlcul de derivades que es pot fer a mà aplicant un programa d'ordinador per tal d'automatitzar-lo.

## Algorisme
L'esquema bàsic dels algorismes de càlcul simbòlic de derivades és el següent:
1. Analitzar l'expressió de la funció a derivar.
2. Per a cada funció que aparegui a l'expressió: aplicar la regla de la cadena (escriure la derivada de la funció, escriure el símbol de multiplicació i entre parèntesis escriure el resultat de cridar l'algorisme de derivació simbòlica sobre l'argument de la funció).
3. Per a cada operació que aparegui en l'expressió: Aplicar la regla de derivació de l'operació. Cridar la funció per a cada operand i escriure la cadena de caràcters resultat de la derivació dels operands.
4. Simplificar l'expressió resultat de la derivació.